# Würzburger Sino-Japonica
Würzburger Sino-Japonica ist eine deutschsprachige sinologische Schriftenreihe, die von 1974 bis in die späten 1980er Jahre erschien. Die Buchreihe wurde von dem Sinologen Hans Steininger (1920–1990) herausgegeben, dem damaligen Inhaber des neugegründeten Lehrstuhls für Sinologie in Würzburg. Die Reihe ist thematisch breit aufgestellt, ihre Schwerpunkte liegen unter anderem bei religiösen und philosophischen Themen, auch der chinesischen Historiographie. Sie erschien in Bern (H. Lang) und Frankfurt a. M. (P. Lang). Im Katalog der DNB werden 17 erschienene Bände aufgeführt. Im Folgenden wird eine Übersicht zu den einzelnen Titeln und ihren Verfassern gegeben.

## Bände
- 1 Wen Tzu[2]. Kandel, Barbara. - Bern : Lang, 1974
- 2 Das Kuan-ch'ang hsien-hsing chi[3]. Ruh, Christel. - Bern : Lang, 1974.
- 3 Das P‘ai-an ching-ch’i des Ling Meng-ch’u. Baus, Wolf. - Bern : Lang, 1974
- 4 Ch'ien Wei-yen (977–1034) und Feng Ching (1021–1094). Morper, Cornelia. - Bern : Lang, 1975
- 5 Proskription und Intrige gegen Yüan-yu-Parteigänger : ein Beitr. zu d. Kontroversen nach d. Reformen d. Wang An-shih, dargest. an d. Biographien d. Lu Tien[4] (1042–1102) u. d. Ch'en Kuan[5] (1057–1124). Vittinghoff, Helmolt. - Bern : Lang, 1975
- 6 Pei Ch'i shu[6] 45 [forty-five], biography of Yen Chih-t'ui. Dien, Albert E. - Bern : Lang, 1976
- 7 Ch'i Ju-shan. Kaulbach, Barbara M. - Frankfurt am Main, Bern, LasVegas : Lang, 1977
- 8 Die Figuristen in der Chinamission. Collani, Claudia von. - Frankfurt am Main : Lang, 1981
- 9 Leben und Legende des Ch'en T'uan[7]. Kohn, Livia. - Frankfurt am Main : Lang, 1981
- 10 Yen-tzu und das Yen-tzu-ch'un-ch'iu. Holzer, Rainer. - Frankfurt am Main : Lang, 1983
- 11 Die Drei Strategien des Herrn vom Gelben Stein[8]. Schmidt, Hans-Hermann. - Frankfurt am Main : Lang, 1983
- 12 Meng Chih-hsiang[9] (874–935), der erste Kaiser von Hou-Shu. Amthor, Brigitte. - Frankfurt am Main : Lang, 1984
- 13 Die Sieben Meister der vollkommenen Verwirklichung : d. taoist. Lehrroman Ch'i-chen-chuan[10] in Übers. u. im Spiegel seiner Quellen / [Huang Yung-liang]. Günther Endres. - Frankfurt am Main : Lang, 1985
- 14 Das Chai-chieh-lu[11]. Malek, Roman. - Frankfurt am Main : Lang, 1985
- 15 Liu Zhiji und das Chun-Qiu. Quirin, Michael. - Frankfurt am Main : Lang, 1987
- 16 Das Shen-hsien-chuan und das Erscheinungsbild eines Hsien. Ge, Hong. Gertrud Güntsch - Frankfurt am Main : Lang, 1988
- 17 Untersuchung der formalen Strukturen in den Gedichten des Luh Ki[12]. Strätz, Volker. - Frankfurt am Main : Lang, 1989